# Parti libéral progressiste
Le Parti libéral progressiste (PLP ; en anglais : Progressive Liberal Party) est un parti politique bahaméen fondé en 1953, de tendance populiste et social-libérale.
Le PLP veut représenter les intérêts de la majorité noire du pays, mais il a toujours su conserver les bonnes grâces des investisseurs étrangers et des hommes d'affaires bahaméens.

## Historique
Le Parti libéral progressiste est fondé en 1953 par William Cartwright, rapidement rejoint par Lynden Pindling qui s'impose peu à peu comme son dirigeant le plus charismatique et en dévient le président en 1956. Cette même année, le PLP obtient ses premiers élus à la Chambre des représentants des Bahamas et provoque en réaction la création du Parti bahaméen uni autour du ministre en chef, Roland Symonette. Bien que n'étant pas un parti lié au mouvement syndical, le PLP soutient pourtant la grande grève de 1958 mais malgré l'instauration du suffrage universel et le soutien d'une majorité de la population noire de l'archipel, c'est le Parti bahaméen uni qui remporte les élections de 1962, même si le nombre d'élus du PLP ne cesse de progresser.
En 1967, le PLP remporte enfin les élections et son président, Lynden Pindling, devient chef du gouvernement local avec le titre de Premier of the Bahama Islands. Le PLP se transforme alors en une machine électorale de soutien indéfectible à son chef qui conduit peu à peu les Bahamas vers l'indépendance qu'ils obtiennent en 1973. L'autoritarisme de Pindling est cependant la source de scissions dont la plus importante en 1971 amène à la création du Mouvement national libre puis son développement à partir de 1990 par Hubert Ingraham, un ancien lieutenant de Pindling qui devient son opposant le plus forcené, puis son successeur comme Premier ministre des Bahamas en 1992. 
Après la défaite de 1992, c'est peu à peu Perry Christie qui s'impose comme co-leader du parti, puis comme son seul dirigeant en avril 1997. Le PLP est de nouveau au pouvoir avec Christie de 2002 à 2007 et de 2012 à 2017.
Sous la conduite de Philip Davis, le parti remporte les élections législatives bahaméennes de 2021.